# Nationaal park Rincón de la Vieja
Nationaal park Rincón de la Vieja (Spaans: Parque Nacional Rincón de la Vieja) is een nationaal park in Costa Rica. Het is sinds 1973 beschermd gebied. Dit nationaal park is 143 km²groot en ligt in de provincie Guanacaste.
Het park is een vulkanisch massief met negen kraters en verder zwavelhoudende warmwaterbronnen en andere geothermische plaatsen. Het massief vormt een waterscheiding tussen het Caribische en Pacifische gebied. De piek van de Santa María-vulkaan is met 1916 meter de hoogste top van het park. De Rincón de la Vieja-vulkaan zelf barstte in 2017 voor het laatst uit. De Cerro Von Seebach, vulkaan nummer drie, is een slapende vulkaan.
De fauna van het nationaal park Rincón de la Vieja omvat ongeveer driehonderd vogelsoorten.
Nationaal park Rincón de la Vieja maakt deel uit van het Beschermd gebied Guanacaste (Area de Conservación Guanacaste), onderdeel van het UNESCO-werelderfgoed.